# アカヌマベニタケ
アカヌマベニタケ(Hygrocybe miniata)はハラタケ目ヌメリガサ科アカヤマタケ属の菌類。英語圏ではVermilion Waxcapとしても知られる。アカヤマタケ属は明るい色のきのこが多く、この種の色は明るい赤から緋色に近い。広域分布種であり、世界の広い範囲に見ることができる。ヨーロッパでは草地、砂地の荒地、などで草の深い平地などで秋に見つかる。またオーストラリアでは草地以外に熱帯雨林やユーカリの森にも見つかる。

## 分類
アカヌマベニタケは1821年にスウェーデンの菌類学者エーリアス・フリースによってAgaricus miniatusの名で記載されている。ただし彼は1838年にHygrophorus miniatusとその名を変更した。さらにドイツの菌類学者パール・カーマーは1871年にこの種をアカヤマタケ属に分類した。Hygrocybe miniataの種小名であるminiataは‘miniat’が元であり、意味は"鉛丹で彩られた"というものである。

## 特徴
この種の傘は、はじめは饅頭型である。しかし、後期には開いて平たくなり、徐々にウェーブの掛かった傘の端が見えるようになる。成熟してくると子実体の真ん中あたりがはっきりとふけかうろこに覆われたようになる。この特徴は乾いた標本に典型的に見られ、雨が降るとわかりにくくなる。傘の色は朱色に近く、端の部分には黄色い線が見える。直径は0.5～3.5cm。
柄にはつばなどの構造はなく、長いものでは傘の直径の3倍ほどの長さで、根元に近づくにしたがって細くなり、また、平たくなる傾向にある。色は傘の色とほぼ同じであるか僅かに薄い色である。
襞はオレンジ色であり、直生か、やや垂生。襞の間は広く淵はぎざぎざしている場合がある。胞子紋は白色で楕円状である。胞子の大きさは7～9 x 4～5 μm程度。
肉はオレンジ色に近く匂いはない。
とても似た種類にHygrocybe helobiがある。アカヌマベニタケより季節に先立って現れ、酸性でない土壌を好む。こちらはにおいはにんにくのような香りである。

## 分布・生息地
アカヌマベニタケは世界的に分布する種であり、世界の温帯域の多くで見つかる。北半球では英国、ヨーロッパ、アメリカなど、南半球ではオーストラリア南部や東部のクウィーンズランド、ニューサウスウウェールズ、ヴィクトリア、タスマニアなどで見つかっている。
英国では秋の、特に霜の降りない時期に見つかり、草の多い場所や、原野などの砂っぽい荒地を好む。稀にタンポポ類の群生地に見られる。
オーストラリアでは温帯域から亜熱帯の密林などに見られ、また、ユーカリの森や原野に生える。子実態は一月から六月に落ち葉の上などに生える。

## 参考画像

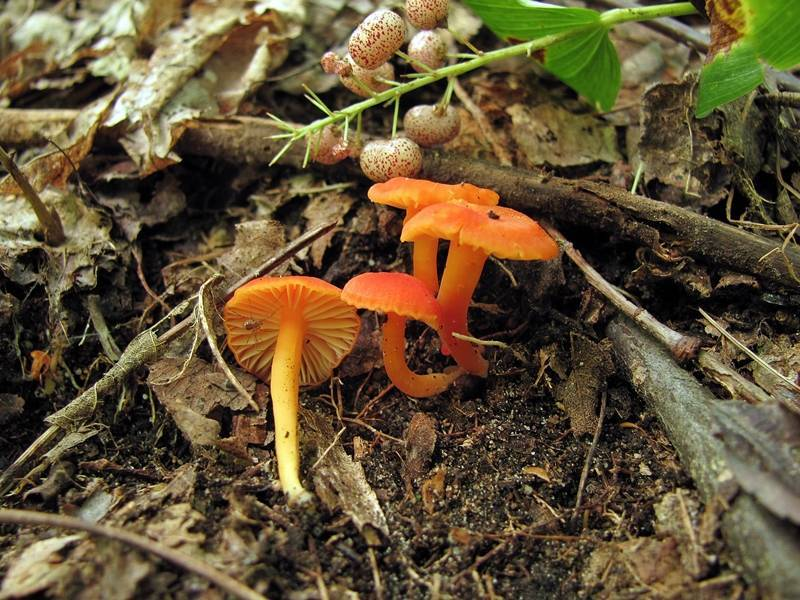
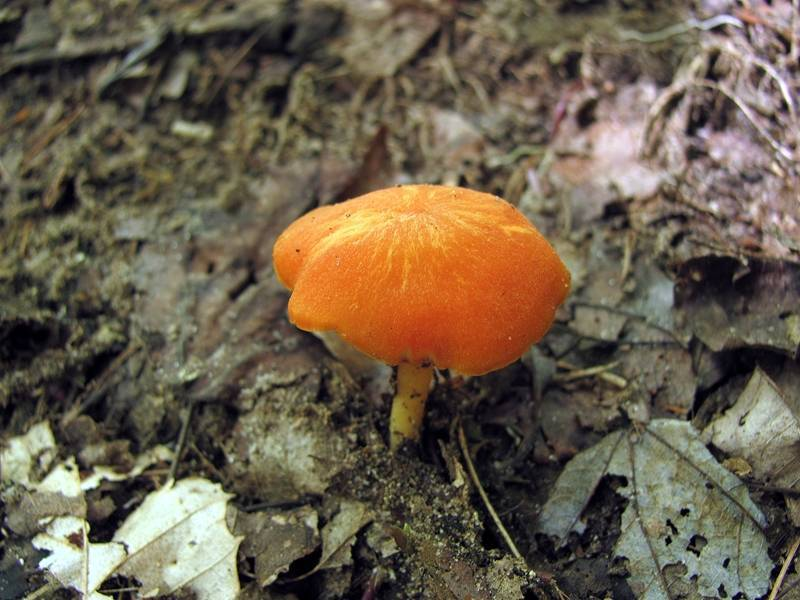
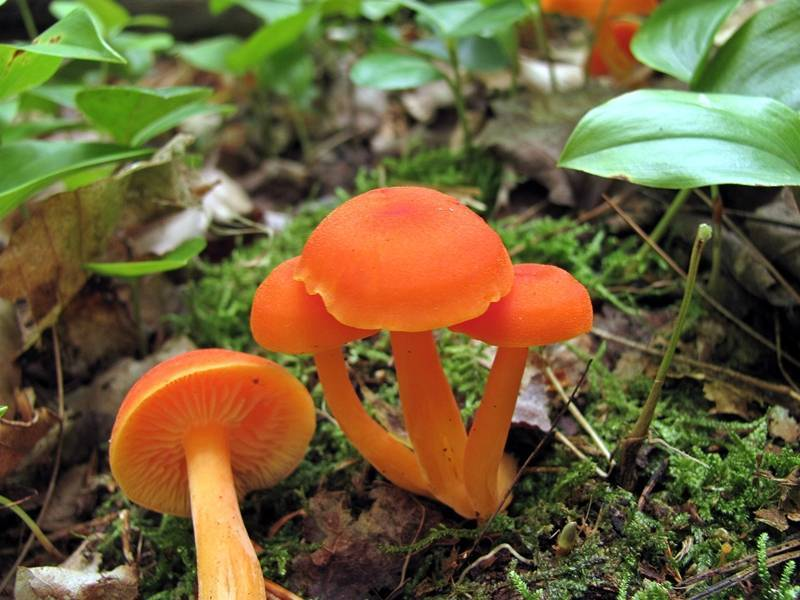
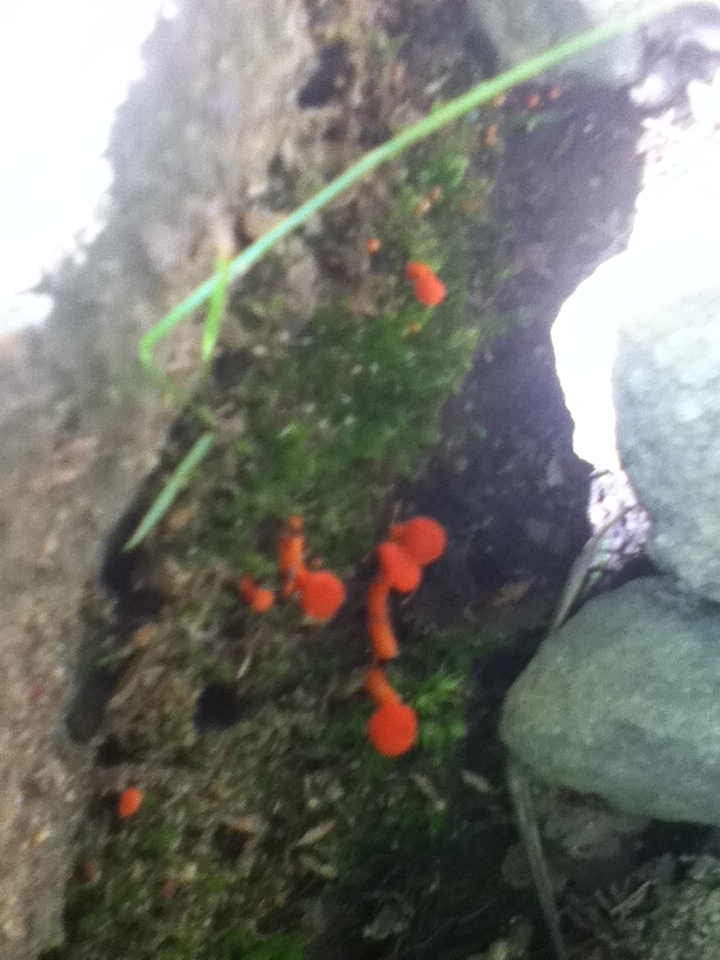
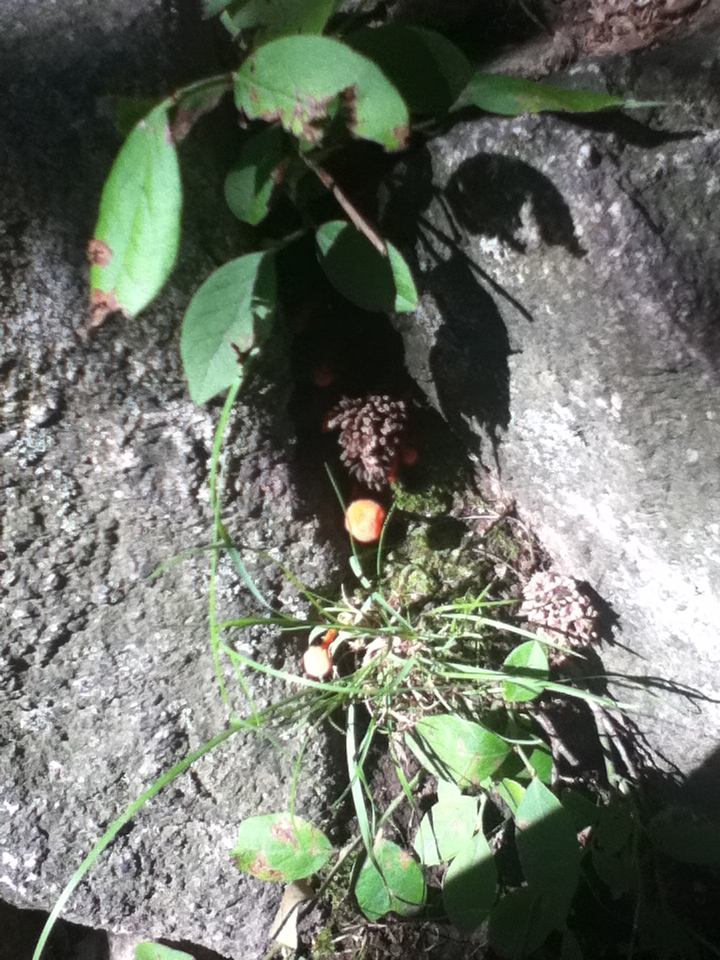
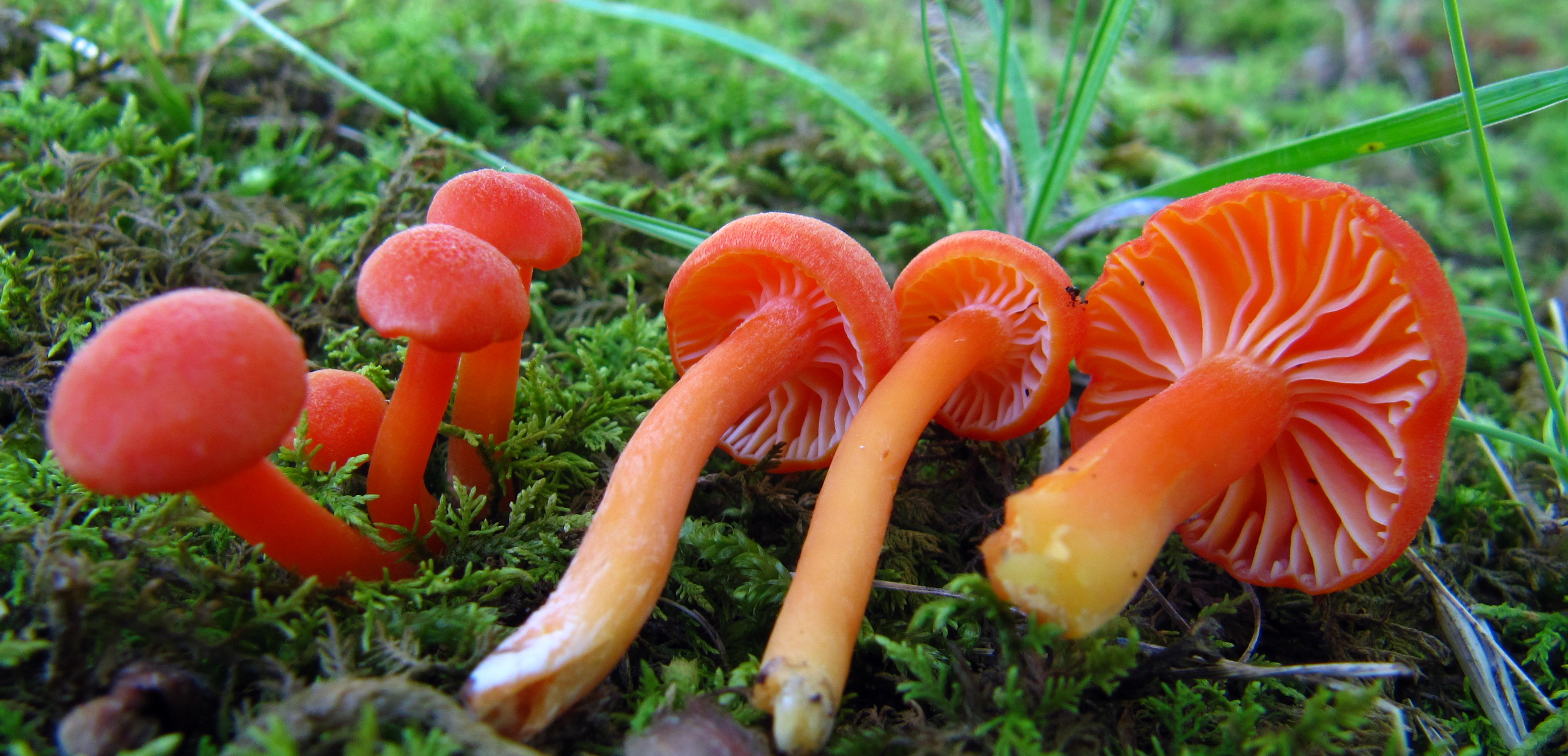
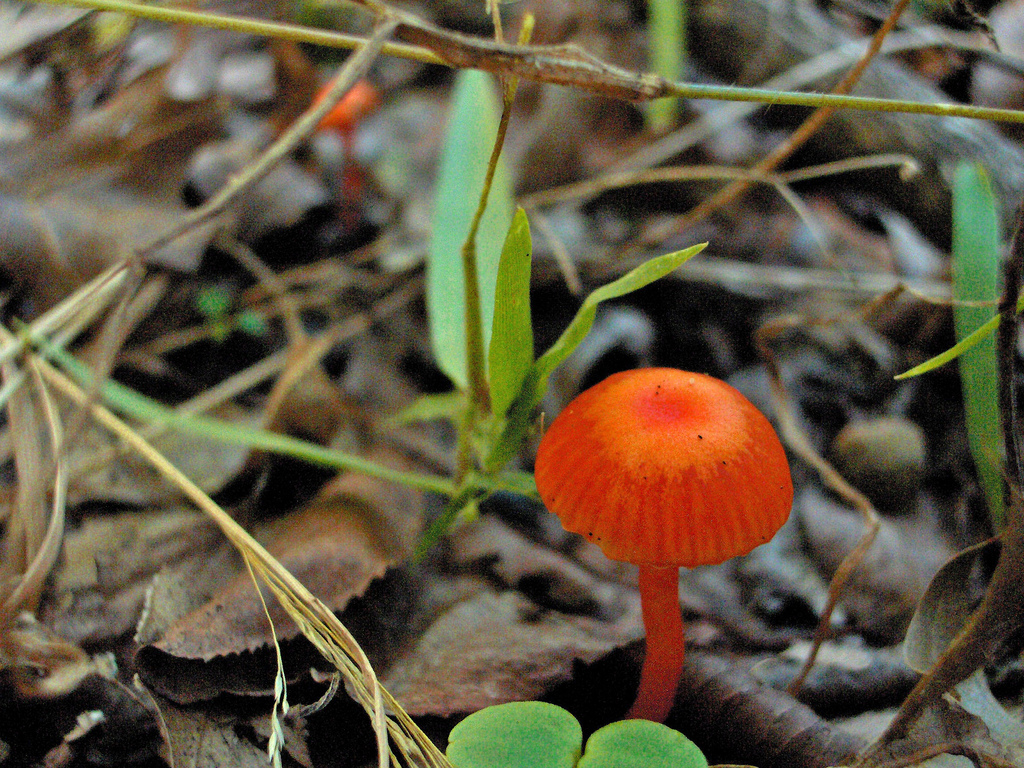

## 食用
食用であるかどうかは知られていない。

## 参照
1. 1 2 3  Roger Phillips (2006). Mushrooms. Pan MacMillan. pp. p. 74. ISBN 0-330-44237-6
2. 1 2  David Arora (1986). Mushrooms Demystified. Ten Speed Press. ISBN 0-89815-169-4
3. ↑  Regis Courtecuisse and Bernard Duhem ((British version) 1995). Mushrooms and Toadstools of Britain and Europe. Harper Collins. ISBN 0 00 220025 2
4. 1 2  Thomas Laessoe (1998). Mushrooms (flexi bound). Dorling Kindersley. ISBN 0-7513-1070-0
5. 1 2  Young, A.M. (2005). Fungi of Australia: Hygrophoraceae. (Australian Biological Resources Study) CSIRO, Canberra, ACT. pp. p. 120. ISBN 0-643-09195-5